# Kaplica Brancaccich
Kaplica Brancaccich – kaplica wzniesiona przy kościele Santa Maria del Carmine we Florencji, dekorowana zespołem wczesnorenesansowych malowideł autorstwa Masolina, Masaccia i Filippina Lippiego.

## Historia

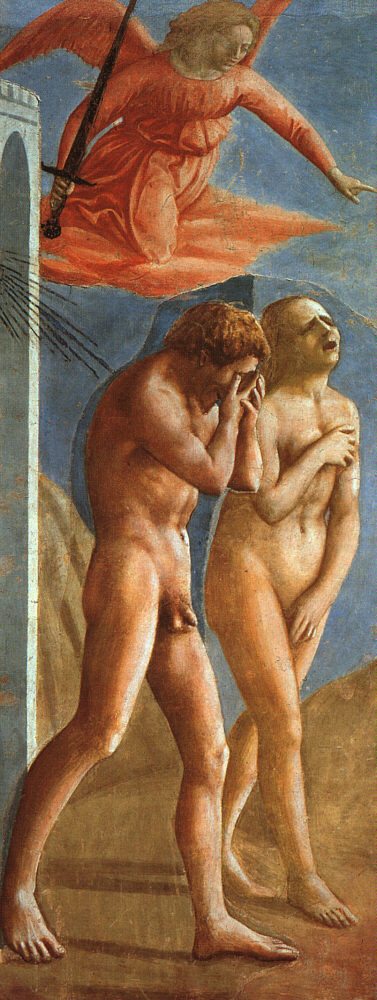
Masaccio, Wygnanie z raju

Kaplica powstała w 1422 roku za sprawą Felice Brancacciego, bogatego kupca. W 1423 lub 1424 roku rozpoczęto prace przy dekorowaniu jej freskami. Kwestia ich autorstwa jest po części niepewna. Prawdopodobnie najpierw pracował Masolino, który zdążył wykonać malowidła na sklepieniu, scenę kuszenia Adama przez Ewę i scenę uzdrowienia chromego i wskrzeszenia Tabity. Gdy w 1425 roku Masolino wyjechał, zastąpił go Masaccio; być może jednak przez pewien czas obaj artyści pracowali razem. Tym samym odrzuca się przekaz Vasariego, według którego Masaccio przejął pracę Masolina po jego śmierci. Nie było to bowiem możliwe, gdyż to Masolino przeżył Masaccia, a nie na odwrót. Masaccio pracował nad freskami do 1426 r., kiedy prace zostały przerwane – prawdopodobnie przez zleceniodawcę. Dokończył je Filippino Lippi w latach 1481-1485.

## Freski
Freski pokrywają trzy ściany kaplicy, a składają się z 12 scen ułożonych w dwóch pasach. Ich tematem jest życie św. Piotra, w którym objawiły się dzieje zbawienia. Piotr był bowiem pierwszym papieżem, łącznikiem między ludźmi a Zbawicielem. Przedstawione sceny to:
- Kuszenie Adama przez Ewę (Masolino). Scenę tę przypisuje się temu właśnie malarzowi na podstawie jej cech stylowych: miękkości, wyrafinowania, elegancji, wydłużenia sylwetek i braku dramatyzmu (ten ostatni widoczny jest natomiast u Masaccia, zwłaszcza w scenie wygnania z raju).
- Wygnanie z raju (Masaccio).
- Grosz czynszowy (Masaccio). Scena została oparta na opisie z Ewangelii Mateusza. W centrum ukazuje celnika żądającego opłaty na świątynię. Jezus gestem ręki nakazuje Piotrowi złowienie ryby, w której pysku znajdzie monetę. Z lewej malarz przedstawił scenę połowu, z prawej – oddanie pieniądza celnikowi.
- Uzdrowienie chromego i wskrzeszenie Tabity (Masolino). Scena łączy dwa niezależne do siebie wydarzenia z Dziejów Apostolskich. Wskrzeszenie Tabity rozgrywa się w domu ukazanym bez przedniej ściany; uzdrowienie ma miejsce przed budynkiem, na placu. Fresk łączy cechy gotyckie: miękki modelunek, wytworne stroje i postawy oraz renesansowe, jak perspektywa i realizm szczegółu.
- Kazanie św. Piotra (Masolino).
- Chrzest nawróconych (Masaccio).
- Uzdrowienie (Masaccio).
- Jałmużna i śmierć Ananiasza (Masaccio).
- Przywrócenie do życia zmarłego syna gubernatora Antiochii (Masaccio i Filippino Lippi).
- Św. Paweł odwiedza św. Piotra w więzieniu (Filippino Lippi).
- Uwolnienie św. Piotra z więzienia (Filippino Lippi).
- Dysputa św. Piotra z Szymonem i ukrzyżowanie (Filippino Lippi).

Ściana lewa
Ściana lewa, góra
Wygnanie z raju (Masaccio), Grosz czynszowy (Masaccio), Kazanie św. Piotra (Masolino)
Ściana lewa, dół
Św. Paweł odwiedza św. Piotra w więzieniu (Filippino Lippi), Przywrócenie do życia zmarłego syna gubernatora Antiochii (Masaccio i Filippino Lippi), Uzdrowienie (Masaccio)
Ściana prawa
Ściana prawa, góra
Chrzest nawróconych (Masaccio), Uzdrowienie chromego i wskrzeszenie Tabity (Masolino), Grzech pierworodny (Masolino)
Ściana prawa, dół
Jałmużna i śmierć Ananiasza (Masaccio), Dysputa św. Piotra z Szymonem i ukrzyżowanie (Filippino Lippi), Uwolnienie św. Piotra z więzienia (Filippino Lippi)